# Последний богатырь. Наследие
«После́дний богаты́рь. Наследие» — российский художественный комедийно-приключенческий телесериал 2024 года режиссёра Антона Маслова, а также шоураннеров Виталия Шляппо и Василия Куценко. Основанный на франшизе кинофильмов, снятых Дмитрием Дьяченко, сериал разворачивается спустя два десятилетия после событий картины «Последний богатырь: Посланник тьмы» (2021), действие которого происходит во вселенной «Последнего богатыря». Главные роли в нём сыграли Виктор Хориняк, Александра Урсуляк, Кирилл Зайцев, Арина Рожкова, Эвелина Мазурина и Елена Яковлева. По сюжету, 50-летний Иван живёт в Белогорье с женой Василисой и двумя дочерьми: Марьей и Софьей. Марья — девушка-богатырь, а Софья хочет заниматься колдовством, однако поначалу у неё это плохо получается. Спокойную жизнь семьи нарушает визит колдуна Северина, который предупреждает героев о скором страшном бедствии. Дочерям Ивана придётся защитить обе реальности от опасности.
За создание сериала «Последний богатырь: Наследие» отвечали онлайн-кинотеатр Start, телеканал «Россия» и студия Yellow, Black and White при поддержке АНО «Институт развития интернета». Съёмки проходили в разных местах, включая Приэльбрусье, Кабардино-Балкарскую Республику, Сочи и каньон Псахо в Краснодарском крае. Большая часть съёмочного процесса проходила в подмосковных Химках, где расположен большой павильон под открытым небом. Там построили сказочную страну Белогорье, знакомую зрителям по полнометражным фильмам франшизы. Продакшн сериала завершился в начале 2024 года, об этом онлайн-кинотеатр Start сообщил на своём YouTube-канале 5 февраля.
Премьерный показ начался 27 сентября 2024 года на START и Okko. По данным сервиса MyShows.me, на 21 июня 2025 года общее количество просмотров сериала «Последний богатырь. Наследие» — 935 605. Сериал получил признание критиков, которые высоко оценили сказочный сюжет с элементами фэнтези, приключений и традиционных русских сказок, персонажей и сюжет, однако была доля критики на затянутость и актёрский состав. Сериал стал лауреатом премии «ТЭФИ–2025» в номинации «Лучший комедийный сериал».

## Сюжет
Действие сериала «Последний Богатырь. Наследие» разворачивается спустя двадцать лет после победоносной битвы с силами зла. Иван, последний русский богатырь, управляет волшебным царством Белогорье вместе со своей супругой Василисой. У пары выросли две дочери: Марья, обладающая сверхчеловеческой силой, которой она не способна управлять, и Софья, изучающая колдовские искусства у Бабы-Яги, чьи первые попытки приготовить магические эликсиры приводят к неожиданным результатам. Среди жителей Белогорья также обитают храбрый юноша Финист Ясный Сокол и мудрый чародей Белогор, создавший преемника-колдуна Цвыря. Между тем Марья испытывает чувства к привлекательному, но высокомерному Финисту, тогда как неуклюжий Цвырь безнадежно увлечён ею.
Внезапно в Белогорье прибывает северный маг Северин, предупреждая о приближающейся угрозе. Вместе с Белогором они приступают к созданию легендарного Венца Всесилия, способного защитить страну от опасности.
В день празднования имени Ивана Белогор объявляет Цвырю, что Венец вскоре обретёт свою полную мощь. Желая помочь Северину, Цвырь случайно роняет его посох, вызывая гнев мага, который заявляет о намерении забрать Венец. Белогор решительно препятствует этому намерению.
Иван и Белогор осознают коварный замысел Северина украсть Венец и готовятся отразить нападение. Магическое оружие оказывается заключённым в специальную клетку, которую способен разрушить лишь сам Иван своим легендарным мечом-кладенцем.
Ночью Северин отправляет армию чудовищ против города. Белогор создаёт защитный барьер, а Иван укрывает младшую дочь Софью в святилище, где находится Венец. Двое чудищ преследуют героев. Один из них погибает от руки Ивана, второй сталкивается с неудачной попыткой Софьи изменить его размеры — монстр становится ещё больше и отталкивает Ивана в поток энергии Земли, заставляя богатыря исчезнуть.
Оставшиеся герои вынуждены признать, что победа над врагом невозможна без Ивана. Обратившись к мистическому источнику мудрости, они узнают, что аналог Ивана существует в параллельной реальности. Источник дарует ключ туда, которым поспешно завладела Софья, стремясь исправить ситуацию.

## Персонажи
- Иван Ильич Муромец — сын Ильи Муромца и нынешний правитель Белогорья. Женат на Василисе и имеет двух дочерей.
- Василиса Муромец — девушка родом из Белогорья, которую встретил Иван и полюбил. Двадцать лет спустя, вместе правят Белогорьем и воспитывают двух дочерей.
- Марья Ивановна Муромец — старшая дочь Ивана и Василисы, сестра Софьи, девушка-богатырь. Влюблена в Финиста.
- Софья Ивановна Муромец — младшая дочь Ивана и Василисы, сестра Марьи. Хочет заниматься колдовством, однако поначалу у неё это плохо получается. По сравнению с Марьей более спокойна и тихая, немного наивная и безалаберная, но умная и решительная..
- Баба-Яга — старая колдунья, помогающая Ивану в защите Белогорья. Живёт в лесу в своей Избушке на курьих ножках. Довольно добродушная, к друзьям относится с заботой и вниманием.
- Белогор — добрый и великодушный маг, отец Цвыря, помогающий героям в борьбе против тёмных сил.
- Финист Ясный Сокол — самый удалой, сильный, ловкий, красивый и первый богатырь Белогорья.
- Цвырь — главный антагонист первого сезона сериала. Сын Белогора, друг детства Марьи, созданный магией и посохом Белогора, из-за чего были недостатки: крысиный хвост, горб, когти на пальцах. Эти особенности привели к трагичному детству: насмешка и издевательство, после чего Цвырь озлобился на этот мир. По уши влюблён в Марью с тех пор, как они подружились и приветлив по отношению к её отцу. Для него все средства хороши, чтобы навсегда заточить всё Белогорье в морок, где люди будут жить в мире и согласии, при этом считая несчастными, потому в них и живёт зло.
- Северин — могущественный колдун, чьи силы оказываются решающими в борьбе за Белогорье после того, как его подставил Цвырь.
- Мико — вторичный антагонист сериала, брат-близнец Жико и цыганский грабитель лошадей, чей народ проклял колдун за кражу. Влюблён в Марью и заставлял её на нём жениться.
- Денис Данилов — 16-летний студент художественной школы имени В. М. Васнецова, поклонник фэнтези, который влюбляется в Софью и находит себя в мире волшебства.
- Соловей-разбойник — вторичный антагонист сериала, бывший разбойник с волшебными свистками на пальцах, ныне заключённый, прикованный к дубу. Отец Финиста, которого презирает за отказ от разбойничьей жизни, и давний знакомый Бабы Яги.
- Эльвира Казимировна—  вторичная антагонистка первого сезона, а позже главная во втором. Директриса Третьяковской галереи следящая за несанкционированной магии и за тем, чтобы никто не пересекал границы миров. Временно она хранила у себя волшебный ключ, получивший от Аллы Петровны.

## В ролях
- Виктор Хориняк — Иван
- Александра Урсуляк — Василиса
  - Мария Погребицкая — Василиса в молодости
- Арина Рожкова — Марья
- Эвелина Мазурина — Софья
  - Агния Тимофеева — Софья в детстве
- Елена Яковлева — Баба-Яга
  - Юлия Пересильд — молодая Баба-Яга
- Сергей Бурунов — Водяной
- Гарик Харламов — Колобок
- Владислав Ветров — Белогор
- Александр Устюгов — Северин
- Кирилл Зайцев — Финист—Ясный Сокол
- Татьяна Догилева — Зеркальце
- Дмитрий Лысенков — Цвырь
  - Мирослав Харин — Цвырь в 8 лет
- Олег Чугунов — Денис
- Александр Лыков — Соловей-разбойник
- Виктор Сухоруков — вождь народа Чуди
- Никита Кологривый — Мико и Жико
- Анна Ардова — мать Мико и Жико
- Борис Мягков — амбал
- Евгения Симонова — Эльвира Козимировна
- Кристина Юдичева — пиявица
- Алина Ланина — главная пиявица
- Ксения Гежа — паломница

## Создание и релиз
О том, что франшизу «Последний богатырь» ждёт продолжение, стало известно в июне 2022 года. Телесериал «Последний богатырь. Наследие» стал совместным проектом онлайн-кинотеатра START и телеканала «Россия» при поддержке Института развития Интернета. Это первая часть франшизы, в разработке которой не участвовала компания The Walt Disney Company. 

Съёмки начались в июне 2023 года в Москве, декорации Белогорья были вдохновлены работами художников Ивана Билибина и Аполлинария Васнецова. Режиссёром стал Антон Маслов, к своим ролям вернулся ряд актёров, игравших в серии фильмов (кинофраншизе) о «последнем богатыре»: Виктор Хориняк (его «состарили»), Кирилл Зайцев, Елена Яковлева, Владислав Ветров и др. Кроме того, к проекту присоединились Александр Лыков, Татьяна Догилева, Юлия Пересильд, Олег Чугунов, Александра Урсуляк, Никита Кологривый. Мила Сивацкая, игравшая в фильмах Василису, не получила роль в телесериале: в 2022 году она вернулась из России на Украину, ей на 50 лет запрещён въезд на территорию РФ. В ноябре 2023 года стало известно, что вождя чуди в фильме сыграет Виктор Сухоруков.
Василий Куценко, креативный продюсер проекта, поделился: «Принять решение перейти к сериальному формату оказалось непростой задачей. Однако перед нами стояла увлекательная и масштабная история, полюбившаяся зрителям. Ранее в наших фильмах мы уделяли особое внимание героям-мужчинам, теперь же решили углубить образы женских персонажей. Работа над сценарием длилась около тринадцати месяцев беспрерывно — столь длительное создание сценария ранее не практиковалось».
В сериале не появился один из ключевых героев оригинальной трилогии — Кощей Бессмертный в исполнении Константина Лавроненко. По словам продюсера Виталия Шляппо, его история закончилась в предыдущих фильмах — Кощей стал добрым волшебником и продолжает счастливую жизнь в Белогорье. На смену Кощею пришли другие персонажи русского фольклора — волшебное Зеркальце и Соловей-разбойник. Звезда «Слова пацана» Никита Кологривый сыграл сразу двух персонажей, цыганских братьев-близнецов Мико и Жико.
Антон Маслов рассказал, что выбор мест для съемок занял полтора года: «Ежедневно преодолевая сотни километров, мы исследовали практически всю территорию Северного Кавказа. Поиск живописных уголков, сохранивших первозданность природы, стал важнейшей частью процесса подготовки».
Актриса Юлия Пересильд добавила: «Экспедиция в Приэльбрусье оказалась беспрецедентно сложной, однако потрясающе красивой. Здесь нам пришлось столкнуться с переменчивым климатом, включая проливные дожди, ветры, солнечные дни и суровые холода. Эти впечатления останутся в памяти надолго.»
Премьерный показ состоялся в онлайн-кинотеатре START осенью 2024 года. 25 сентября в кинотеатре «Октябрь» прошла светская премьера.

## Восприятие
«Последний богатырь. Наследие» оказался достаточно успешным, о чём свидетельствуют высокие рейтинги и зрительский интерес к проекту. Первый сезон сериала вызвал бурю обсуждений и собрал миллионы просмотров. Открытый финал первого сезона указывает на возможное продолжение, хотя официальных заявлений о нём пока не было.
Некоторые эксперты отмечают, что сериал продолжает достижения своих предшественников, которые покоряли прокат и сердца зрителей. При этом есть и мнение, что у проекта есть и недостатки: некоторые сюжетные линии затянуты, есть сюжетные дыры и не до конца раскрытые персонажи.
По данным агрегатора «Кинопоиск», сериал «Последний богатырь. Наследие» получил рейтинг 8,5 (на основе 460 000 отзывов).
Однако на проект есть и отрицательные рецензии. Зрители критикуют актёрскую игру, сюжет и декорации. Некоторые пользователи не согласны с заявленным жанром и уникальностью сериала, отмечают, что он повторяет успешные шоу, вышедшие раньше. На сайте MyShows.me, по данным на 21 июня 2025 года, средняя оценка серий сериала — 4,408 балла. Среди лучших выделяют 4-ю и 6-ю серии (4,5 и 4,47 соответственно). 
На сайте otzovik.com рейтинг сериала — 4,2, количество отзывов — 136, процент рекомендаций — 80%. 

## Награды и премии
- 2025 — Премия Ассоциации продюсеров кино и телевидения в номинациях «Лучшая работа художника по гриму» (Айгуль Хабирова и Оксана Деревянко) и «Лучшие визуальные эффекты» (студия Film Direction)[33]
- 2025 — Национальная премия интернет-контента ИРИ в специальной номинации «Культурный код»[34]
- 2025 — Премия «ТЭФИ» в номинации «Лучший комедийный сериал»[35]